# 波马雷四世
波馬雷四世（1813年2月28日—1877年9月17日）是大溪地王國的第四代國王，亦為唯一一位女王。1827年至1877年在位。
波馬雷四世是波馬雷二世國王的女兒，也是先王波馬雷三世的同父異母姐姐。1827年，波馬雷三世死去後，她被指定為繼承人。1831年，自莫雷阿島回到帕皮提，當時年僅14歲，由酋長委員會攝政。
1843年，法國宣佈大溪地為法國的保護國，並在帕皮提建立殖民政府。攝政簽署了這個條約，但卻遭波馬雷四世的拒絕。隨後法國-大溪地戰爭爆發，她戰敗，逃往賴阿特阿島，寫信向英國維多利亞女王求助，要求英國介入。幾乎所有社會群島的王國都捲入了這場戰爭，大溪地和法國雙方都傷亡慘重。直到1848年才以法國的勝利告終。波馬雷四世被法國殖民政府當作叛軍首領押回大溪地。但是，一方面考慮到波馬雷四世在大溪地的很高人望，另一方面受到英國的外交壓力，法國被迫釋放了波馬雷四世讓她恢復王位，但大溪地成為法國的保護國。其盟友胡阿希內、賴阿特阿、波拉波拉也得到了相同的命運。
1877年，波馬雷四世因心臟病發作死去，其子波馬雷五世繼位。
| 統治者頭銜          | 統治者頭銜               | 統治者頭銜          |
| ------------------- | ------------------------ | ------------------- |
| 前任者： 波馬雷三世 | 大溪地女王 1827年–1877年 | 繼任者： 波馬雷五世 |